# Duncan Trussell

Duncan Trussel 2017

Duncan Trussell (* 20. April 1974) ist ein US-amerikanischer Stand-up-Comedian, Podcaster, Schauspieler, Voiceover-Sprecher und Produzent der Netflix-Serie Enthüllungen zu Mitternacht (original: The Midnight Gospel).

## Karriere
Trussell arbeitete mit an der Produktion Lass es, Larry! (engl. Curb Your Enthusiasm) und MADtv, die auch in Deutschland über FOX Channel und RTL ausgestrahlt wurde. Er trat weiterhin in Adventure Time – Abenteuerzeit mit Finn und Jake auf und arbeitete als Berater für andere namhafte Comedy Shows und Events wie z. B. Drunk History oder Tales from the Trip von Comedy Central und die MTV Movie Awards 2011.
Er ist häufig Gast in anderen US-amerikanischen Podcasts, z. B. The Joe Rogan Experience oder bei The Church of What's Happening Now: With Joey Coco Diaz. Seit 2012 hat er seinen eigenen Podcast The Duncan Trussell Family Hour (DTFH), in dem er andere namhafte Comedy- und Filmgrößen, aber auch Unternehmer, Autoren und Künstler interviewt. Häufige Themen sind Buddhismus und gelegentlicher Drogenkonsum, v. a. von Cannabis und psilocybinhaltigen Pilze. Zu den bekanntesten Gästen gehören unter anderem Joe Rogan, Tim Ferriss, Alex Grey oder Ram Dass. Einige der Episoden wurden in der animierten Netflix-Serie Enthüllungen zu Mitternacht verarbeitet
Trussell ist außerdem die Stimme von Dave, der Motte in HBOs Serie Animals., die in Deutschland auf Sky Atlantic HD ausgestrahlt wurde.

## Privatleben
Am 14. Dezember 2012 gab Trussell in seinem Podcast bekannt, dass er Hodenkrebs hat, der später erfolgreich geheilt wurde. Am 27. Juni 2018 kündigte er in Joe Rogans Podcast an, Vater zu werden. Er wohnt mit seiner Frau und seinem Sohn in Los Angeles.